# Пальмас, Джорджия
Джорджия Пальмас (итал. Giorgia Palmas; род. 5 марта 1982, Кальяри, Италия) — итальянская актриса, модель.

## Биография
Начала свою карьеру модели после того, как заняла второе место на конкурсе «Мисс Мира 2000». Позже она появилась во многих итальянских телешоу, включая «Isola dei Famosi», где она одержала победу. На сегодняшний день Пальмас является лицом многих брендов, включая «Cotton Club».

## Фильмография
- Compagni di scuola (Rai Due, 2001)
- Ti piace Hitchcock? (Rai Due, 2005)
- Carabinieri (Canale 5, 2005—2006)
- Camera café (Italia 1, 2008)
- Così fan tutte (Italia 1, 2009)
- Vacanze di Natale a Cortina (2011)